# Mesontoplatys politipennis
Mesontoplatys politipennis är en skalbaggsart som beskrevs av Müller 1941. Mesontoplatys politipennis ingår i släktet Mesontoplatys och familjen Aphodiidae. Inga underarter finns listade i Catalogue of Life.